# Psalmopoeus maya
Psalmopoeus maya é uma espécie de aranha pertencente à família Theraphosidae (tarântulas).